# Demokratyczny Ruch Lewicy (Liban)
Demokratyczny Ruch Lewicy – libańska socjaldemokratyczna partia polityczna. Została założona we wrześniu 2004 roku przez lewicowych intelektualistów oraz byłych członków Libańskiej Partii Komunistycznej, krytykujących obecność wojsk syryjskich w Libanie. Sekretarzem generalnym partii jest Elias Atallah, który w latach 2005-2009 reprezentował ją w parlamencie libańskim jako deputowany maronicki z Trypolisu. W wyborach do Zgromadzenia Narodowego w 2009 roku został wybrany tylko jeden przedstawiciel DRL, Amin Wehbe, kandydujący z szyickiego okręgu Zachodnie Bekaa-Raszaja.
Członkowie Demokratycznego Ruchu Lewicy uczestniczyli w cedrowej rewolucji. Partia wchodzi obecnie w skład Sojuszu 14 Marca. 2 czerwca 2005 roku dziennikarz Samir Kassir, jeden z założycieli Demokratycznego Ruchu Lewicy zginął w wyniku wybuchu samochodu-pułapki. Natomiast 21 czerwca tego samego roku w podobnych okolicznościach śmierć poniósł, związany z DRL, były lider Libańskiej Partii Komunistycznej, George Hawi.